# Beenakia mediterranea
Beenakia mediterranea är en svampart som först beskrevs av A. Ortega & Contu, och fick sitt nu gällande namn av Borgarino, P.-A. Moreau & F. Richard 2006. Beenakia mediterranea ingår i släktet Beenakia och familjen Clavariadelphaceae.   Inga underarter finns listade i Catalogue of Life.